# Georgia Williams
Georgia Williams (Takapuna, 25 agosto 1993) è una dirigente sportiva, ex ciclista su strada e pistard neozelandese. Attiva come Elite UCI dal 2013 al 2023, è stata pluri-campionessa nazionale su strada. Dal 2024 è direttrice sportiva del team ARA-Skip Capital.

## Palmarès

### Strada
- 2010 (Juniores)

Campionati oceaniani, Prova a cronometro Junior
- 2018 (Mitchelton-Scott, due vittorie)

Campionati neozelandesi, Prova a cronometro Elite
Campionati neozelandesi, Prova in linea Elite
- 2019 (Mitchelton-Scott, una vittoria)

Campionati neozelandesi, Prova a cronometro Elite
- 2021 (Team BikeExchange, due vittorie)

Campionati neozelandesi, Prova a cronometro Elite
Campionati neozelandesi, Prova in linea Elite
- 2022 (Team BikeExchange-Jayco, una vittoria)

Campionati neozelandesi, Prova a cronometro Elite
- 2023 (EF Education-TIBCO-SVB, una vittoria)

Campionati neozelandesi, Prova a cronometro Elite

#### Altri successi
- 2013 (BePink)

Classifica giovani Festival Elsy Jacobs
Classifica giovani Tour Languedoc Roussillon
1ª tappa, 1ª semitappa Giro del Trentino Internazionale Femminile (Revò > Lauregno, cronosquadre)

### Pista
- 2013

Campionati oceaniani, Inseguimento a squadre (con Rushlee Buchanan, Lauren Ellis e Jaime Nielsen)
- 2014

Campionati oceaniani, Inseguimento a squadre (con Racquel Sheath, Lauren Ellis e Jaime Nielsen)

## Piazzamenti

### Grandi Giri
- Giro d'Italia

2013: 17ª
2015: 51ª
2017: 51ª
2021: non partita (9ª tappa)
2022: 33ª
2023: 42ª
- Tour de France

2023: 58ª
- Vuelta a España

2023: 39ª

### Competizioni mondiali
- Campionati del mondo su strada

Copenaghen 2011 - Cronometro Junior: 6ª
Copenaghen 2011 - In linea Junior: ritirata
Doha 2016 - Cronosquadre: 4ª
Bergen 2017 - In linea Elite: 60ª
Innsbruck 2018 - Cronosquadre: 5ª
Innsbruck 2018 - Cronometro Elite: 11ª
Innsbruck 2018 - In linea Elite: 47ª
Imola 2020 - Cronometro Elite: 12ª
Imola 2020 - In linea Elite: 46ª
Glasgow 2023 - Cronometro Elite: 20ª
- Campionati del mondo su pista

Montichiari 2010 - Inseguimento individuale: 10ª
Montichiari 2010 - Inseguimento a squadre: 2ª
Mosca 2011 - Inseguimento a squadre: 4ª
Mosca 2011 - Inseguimento individuale: 2ª
Saint-Quentin-en-Yvelines 2015 - Inseguimento a squadre: 4ª
Saint-Quentin-en-Yvelines 2015 - Inseguimento individuale: 11ª